# Petatlán
Petatlán é uma localidade do estado de Guerrero, no México.